# Islamisering
Islamisering är en term där man vill förmedla budskapet att islam som religion får ökad betydelse i till exempel ett bestämt område, land eller folkgrupp. Termen har använts i historieforskningen om spridning av islam till nya områden, som under den islamiska expansionen. 
I modern tid har begreppet även använts till att beskriva en antagen ökande islamsk påverkan på västvärlden, ibland i samband med konspirationsteorier som Eurabien.